# Labroglobigerinella
Labroglobigerinella es un género de foraminífero planctónico considerado como nomen nudum e invalidado, por ser descrito impropiamente como un morfogénero, aunque fue considerado un sinónimo posterior de Globigerinelloides de la Subfamilia Globigerinelloidinae, de la Familia Globigerinelloididae, de la Superfamilia Planomalinoidea, del Suborden Globigerinina y del Orden Globigerinida. Su especie-tipo era Labroglobigerinella spectrum. Su rango cronoestratigráfico abarcaba el Cenomaniense (Cretácico superior).

## Descripción
Su descripción parece coincidir con la del género Globigerinelloides, ya que Labroglobigerinella ha sido considerado un sinónimo objetivo posterior.

## Discusión
El género Labroglobigerinella no ha tenido mucha difusión entre los especialistas. Labroglobigerinella ha sido considerado un nombre inválido al ser descrito como un morfogénero, y su especie tipo como un morfogenerotipo, categorías taxonómicas que no son reconocidas por el ICZN. Clasificaciones posteriores incluirían Labroglobigerinella en la Familia Schackoinidae.

## Clasificación
Labroglobigerinella incluía a la siguiente especie:
- Labroglobigerinella buxtorfi †